# Raión de Teuchezh
El raión de Teuchezh (en ruso: Теуче́жский райо́н, en adigués: Теуцожь район) es uno de los siete raiones en los que se subdivide la república de Adigueya. Está situado en la orilla sur del embalse de Krasnodar, en el oeste de la república y limita con la Ciudad de Krasnodar al noroeste y al norte, el raión de Krasnogvardéiskoye al norte, el raión de Beloréchensk del krai de Krasnodar al este, con el territorio de la Ciudad de Goriachi Kliuch del krai al sur y con el raión de Tajtamukái al oeste. Tiene una superficie de 710 km² y en 2021 tenía una población  de 22 155 habitantes.
Su centro administrativo es Ponezhukái. El ókrug urbano de la ciudad de Adigueisk se encuentra enclavado en el área occidental del raión (n.º 2 de la imagen de la derecha).

## Geografía
Está ubicado en la llanura al sur del río Kubán, a los pies de las estribaciones septenterionales del sistema montañoso del Cáucaso y en la orilla sur del embalse de Krasnodar. El territorio del distrito está surcado por varios de los afluentes y subafluentes del Kubán, tales como el Shunduk, el Marta, el Pshihs (frontera oriental), el Psékups o el Apchas.

## Historia
El 5 de agosto de 1924 se formó el raión de Dzhidzhijabl con centro en la localidad de Ponezhukái en el Óblast Autónomo Adigué del krai del Sudeste en parte del territorio del disuelto raión de Psékups. Inicialmente, estaba compuesto por seis selsoviets: Asokolái, Gabukái, Dzhidzhijabl, Kuro-Ternovski, Ponezhukái y Shabanojabl.
En 1925 el raión fue renombrado raión de Ponezhukái. El 7 de febrero de 1929 se incorporó al raión el territorio del raión de Tajtamukái y el raión es rebautizado Psekupski. El 28 de diciembre de 1934 el raión es restaurado con sus fronteras anteriores y bajo su antiguo nombre Ponezhukaiski. El 15 de julio de 1940 el distrito pasó a llamarse Teuchezhski en honor al poeta nacional adigué Zug Teuchezh. Del 5 de diciembre de 1956 al 5 de agosto de 1957 se suprimió el raión y su territorio pasa a formar parte del raión de Tajtamukái. El 1 de febrero de 1963 se incorpora el raión de Oktiabrski y se desplaza el centro administrativo a Oktiabrski. El 27 de julio de 1976 se desplaza el centro administrativo a Teuchezhsk, a la vez que se crea el ókrug urbano de la Ciudad de Teuchezhsk, separado del raión. El 25 de abril de 1983 se restableció el raión de Oktiabrski. En 1993 se disolvieron los selsoviets, en 2000 se designó de nuevo a Ponezhukái como centro, y en 2005 se estableció la composición del raión en un asentamiento de tipo urbano y seis asentamientos de tipo rural.

## Demografía
En 2021 contaba con 22 155 habitantes, lo que representó un incremento promedio anual del 0.65% frente a los 20 643 habitantes registrados en el censo anterior. El 66.8% (15 025 personas) era población rural y el 33.2% (7130 personas) era población urbana. El 48.2% de los habitantes eran hombres y el 51.8% mujeres.
| Año  | Poblaciones |
| ---- | ----------- |
| 1959 | 23 544      |
| 1970 | 78 185      |
| 1979 | 77 094      |
| 1989 | 21 929      |
| 2002 | 19 951      |
| 2010 | 20 643      |
| 2021 | 22 155      |

| Gráfica de evolución demográfica de Raión de Teuchezh entre 1959 y 2021 |
|                                                                         |
| Fuente: Servicio Estatal de Estadística la Federación Rusa              |

## División administrativa
El raión se divide en un municipio urbano y seis municipios rurales, que engloban 28 localidades:
| Municipio de tipo urbano          | Poblaciones* |
| --------------------------------- | --- |
| Municipio urbano de Tliustenjabl  | - asentamiento de tipo urbano Tliustenjabl - aul Tugurgoi - posiólok Chetuk 2                                                    |
| Municipios de tipo rural          | |
| Municipio rural Asokoláiskoye     | - aul Asokolái - selo Krásnoye                                                                                                   |
| Municipio rural Vochepshiskoye    | - aul Vochepshi - jútor Novovochepsi                                                                                             |
| Municipio rural Gabukáiskoye      | - aul Gabukái - jútor Petrov - jútor Chabanov - jútor Shevchenko                                                                 |
| Municipio rural Dzhidzhijablskoye | - aul Dzhidzhijabl - jútor Gorodskoi - aul Konchukojabl - aul Tauijabl                                                           |
| Municipio rural Ponezhukáiskoye   | - aul Ponezhukái - posiólok Zaria - jútor Kolos - jútor Kochkin - aul Nacherezi - aul Neshukái - aul Pshikuijabl - jútor Shunduk |
| Municipio rural Pchegatlukáiskoye | - aul Pchegatlukái - jútor Kazazov - jútor Kochkin - posiólok Krásnenski - posiólok Chetuk                                       |

*Los centros administrativos están resaltados en negrita

### Localidades
Gran parte de la población del raión se agrupa en el centro administrativo y un asentamiento urbano.
| Nombre       | Tipo de localidad   | Población 2002 | Población 2010 | Población 2021 |
| ------------ | ------------------- | -------------- | -------------- | -------------- |
| Ponezhukái   | Aúl                 | 3388           | 3456           | 3372           |
| Tliustenjabl | Asentamiento urbano | 4961           | 5403           | 7130           |